# The Garden of Fand
The Garden of Fand est un poème symphonique du compositeur britannique Arnold Bax, composé en 1916.

## Contexte
The Garden of Fand a été achevé en 1916 et décrit par Arnold Bax comme la dernière de ses œuvres irlandaises. Elle fait à nouveau appel à un grand orchestre, comprenant désormais un contrebasson, utilisé de manière colorée, avec des effets de percussion détaillés et méticuleusement notés, évoquant l'océan Atlantique dans son ouverture délicate, caractéristique du compositeur, mais suggérant néanmoins quelque chose de Claude Debussy dans son matériau harmonique et mélodique et sa délicatesse initiale. Dans son introduction à la partition publiée, Arnold Bax explique que The Garden of Fand est la mer. L'image est d'abord celle d'une mer calme, sur laquelle un petit navire vogue vers le coucher du soleil, avant d'être projeté par une vague sur le rivage de l'île miraculeuse de Fand. Là, les voyageurs sont entraînés dans les réjouissances sans fin de l'endroit. Fand chante sa chanson d'amour, enchaînant les cœurs de ses auditeurs pour toujours : il y a des danses et des festins, puis la mer monte et submerge l'île, laissant les immortels chevaucher sur les vagues, se moquant des mortels noyés dans les profondeurs de l'océan. Le crépuscule tombe, la mer redevient calme et le jardin de Fand disparaît.
La description du compositeur donne un aperçu clair du poème symphonique lui-même et de sa structure. L'histoire de Fand fait partie de la saga de Cúchulainn, le grand héros de la légende irlandaise, qui est battu en rêve par deux femmes étranges, apparues auparavant sous la forme d'oiseaux. Pendant un an, Cúchulainn reste malade, veillé par ses compagnons et négligeant les actes d'héroïsme qui lui sont demandés. Dans la version de Isabella Augusta Gregory, Fand, rejetée par le dieu de la mer Manannan Mac Lir, et tire son nom, qui signifie une larme qui passe sur le feu de l'œil, de sa pureté et de sa beauté, appelle Cúchulainn à l'aide, provoquant la jalousie de l'épouse du héros, Emer. Les choses se résolvent lorsque Fand et Manannan Mac Lir se réconcilient à nouveau et qu'elle peut jeter un manteau d'oubli sur ce qui s'est passé. Les vers de William Butler Yeats sont plus pertinents pour le poème symphonique de Bax :
« … and him

Who met Fand walking among the flaming dew

By a grey shore where the wind never blew,

And lost the world and Emer for a kiss. »
« ... et lui

Qui rencontra Fand marchant dans la rosée flamboyante

Sur un rivage gris où le vent ne souffle jamais,

Et qui a perdu le monde et Emer pour un baiser. »